# Подлипное (Вологодская область)
Подлипное — деревня в Тотемском районе Вологодской области.
Входит в состав Великодворского сельского поселения, с точки зрения административно-территориального деления — в Великодворский сельсовет.
Расстояние по автодороге до районного центра Тотьмы — 48,5 км, до центра муниципального образования деревни Великий Двор — 1,5 км. Ближайшие населённые пункты — Великий Двор, Воронино, Давыдиха.
По переписи 2002 года население — 38 человек (21 мужчина, 17 женщин). Преобладающая национальность — русские (97 %).